# Emilio Harth Terré
Juan Nicolás Emilio Harth-terré (Lima, 28 de marzo de 1899 – Lima, 7 de julio de 1983), fue un prominente arquitecto e investigador peruano, historiador del arte peruano antiguo, colonial y republicano, teórico del urbanismo.

## Biografía
Hijo del francés Charles Emile Harth Frantz (Sarre-Union, Alsacia 1869 - 1934) y de la peruana Marie Louise Terré Puyó (1877 - 1947), sus estudios escolares los realizó en el colegio jesuita de La Inmaculada en Lima y en el Liceo Chaptal de París. En 1915 ingresó a la Escuela de Ingenieros (actual Universidad Nacional de Ingeniería) de Perú, en la cual obtuvo los títulos de Ingeniero Civil en 1922 y el Primer Diploma de Arquitecto Constructor en 1925 (Promoción del 1919).
Se casó el 28 de diciembre de 1924 con Sofia Elsa Schofield Budge (1898 - 1986), hija de John Stephen Schofield Bahamonde (1864 - 1935) y Laura Federica Budge Kolbeck (1872 - 1954) , con quien tuvo dos hijas: Jacqueline Harth-Terré Schofield (1925 - 2014) y Lorraine Joan Harth-Terré Schofield (1927 -  ).

## Urbanismo
Apenas graduado prestó servicios como arquitecto de ornato público en la Municipalidad de Lima (1922-1923). Fue ingeniero del concejo distrital de La Victoria (1928-1930).
En 1930, con la convulsión política que produce el Crac del 29, sobreviene el colapso de los negocios de la venta de terrenos a plazos en las Urbanizaciones de Lima, que pone al descubierto la deficiencia de las Leyes y Reglamentos, y la prepotencia por parte de quienes especulaban con la tierra aledaña a la capital. Coopera en la organización de las sociedades de defensa de los pequeños propietarios adquirientes al borde de la ruina, luego en la conformación sindical de ellas, y por último, para mayor eficacia, a la formación de una Federación que las agrupa con más de 20.000 pequeños y modestos terratenientes urbanos que resultaban afectados por esas deficiencias y la lenidad de la Inspección Técnica gubernativa.
En 1932, ejerce de Secretario General del Primer Congreso Nacional de Propietarios y Pequeños Propietarios. Sus posiciones públicas en el Congreso y en artículos periodísticos le valieron ser acusado de maniobras sociales subversivas y ser detenido por la policía. Sin embargo, sus conclusiones al I Congreso llevan al Gobierno y Parlamento a promulgar leyes y decretos protectores con nuevas y más adelantadas disposiciones para el crecimiento de Lima. Sigue publicando numerosos artículos polémicos y de divulgación en diarios y revistas de combate: Primavera, El Hogar Propio, Libertad, El Perú; y también en el diario El Comercio (Perú), La Prensa (Perú), Universal y El Tiempo. Algunos de sus artículos serán publicados en diarios y revistas foráneas. Se inicia el movimiento neo-urbanista peruano. Junto con otros profesionales, Emilio Harth-terré pronuncia conferencias en el seno de los Sindicatos de Propietarios, absolviendo consultas y fomentando la nueva conciencia del derecho urbano. En el Segundo Congreso, en 1942, coopera como Asesor Técnico de Urbanismo.
Fue asesor de la Comisión Técnica del IV Centenario de la fundación española de Cuzco entre noviembre de 1933 a julio de 1934, asesor técnico de Urbanismo en el I Congreso Nacional de Alcaldes, reunidos en Lima en 1935 para el IV Centenario de la Fundación de Lima. Ha sido invitado por gobiernos y entidades municipales extranjeros para asistir a congresos relacionados con el Municipalismo y el desarrollo de las ciudades. Asiste al I Congreso Chileno de Urbanismo (1938) y a los de La Habana (1942), Tegucigalpa (1944), Buenos Aires (1949), Ciudad Trujillo y San Juan de Puerto Rico (1952). Lo eligen Vicepresidente de la Sociedad Colombista Panamericana y del Instituto Interamericano de Historia Municipal (con sede en La Habana) entre otros. Es miembro activo fundador de la Sociedad Interamericana de Planificación (S.I.A.P.) con sede en la capital del Estado Libre Asociado de Puerto Rico.
Durante ocho años (1940-1947) es jefe de la Sección de Estudios Urbanos en la Dirección General de Fomento y Obras Públicas. En 1950 es designado Alcalde del Consejo Municipal de Miraflores (1950-1951). Contribuyó muy activamente a la creación de municipalidades distritales autónomas dentro de la Gran Lima para los barrios de San Isidro, Chaclacayo, Lince, Breña y Surquillo, a favor de una descentralización administrativa que facilite la atención inmediata de los intereses vecinales.
Es miembro del Consejo Nacional de Conservación y Restauración de Monumentos Históricos (1940-1955).

## Obra arquitectónica
A través de su ejercicio profesional favoreció la adopción de un estilo neohispánico como es el caso del Palacio Municipal de Lima y en las restauraciones de monumentos coloniales buscó la autenticidad como en la Catedral de Lima y la Basílica de la Merced en Lima. En la ciudad del Cusco destacan la remodelación del Cabildo y la construcción del Hotel de Turistas. También fue encargado del acondicionamiento como espacio museístico de la Casa del Balcón de Huaura.

## Enseñanza
En 1930 se produce una crisis universitaria; ejerce como profesor de la Escuela Libre de Ingeniería y presenta un proyecto de Reforma y Ampliación de los estudios en los que se incluye los del Urbanismo.
Catedrático de Historia del Arte en la Pontificia Universidad Católica del Perú (1942-1944) y de Historia del Arte Peruano y Arquitectura en la Escuela Nacional de Bellas Artes entre 1943 y 1951.
Profesor titular de Historia del Arte Peruano en la Universidad Nacional de Ingeniería y en la Universidad Federico Villarreal.

## Distinciones
- En Perú, su labor de urbanista le mereció Medallas de Oro Municipal otorgadas por los municipios de La Victoria (1929), Lima (1935 por sus trabajos en el urbanismo y 1949 por su arquitectura), Surquillo (1954) y Lince (1961). En 1956 el Consejo Municipal de Miraflores le discierne su Medalla Cívica. Obtuvo el primer premio en el concurso para la construcción de los hoteles de turistas en Cuzco y Arequipa (1938) y el diploma de “Obrero Mayor de la Catedral de Lima” (1945).
- Órdenes del Sol del Perú y Mérito Naval.
- Legión de Honor (Francia)
- Isabel la Católica y Alfonso el Sabio (España)
- San Gregorio Magno (Vaticano)
- Academia Templaria (Roma)
- Francisco de Miranda (Venezuela)
- Al Mérito (Italia)
- Medalla Panamericana (Cuba)

## Publicaciones

### Libros
- Estética urbana. Notas sobre su necesaria aplicación en Lima. Librería Francesa Científica y Casa Editorial E. Rosay (Lima, 1926).
- El escudo de armas de la Ciudad de los Reyes (1928).
- Orientaciones urbanas (1931).
- Artifices en el Virreinato del Perú (1945).
- Colección de biografias documentadas Maestros de cantería y arquitectos (1957).
- Lugares comunes en el urbanismo (1959).
- El indígena peruano en las bellas artes virreinales (1960).
- Filosofía en el urbanismo. Editorial Tierra y Arte (Lima, 1961) 144 p.
- Análisis estético de la cerámica prehispánica de Nazca (1965) Editorial Tierra y Arte, Lima, 66 p. Ensayo presentado al Primer Congreso Internacional de Peruanistas promovido por la Universidad Nacional de San Marcos para el IV Centenario de su fundación.
- Formas espaciales precolombinas (La pirámide en la arquitectura costeña del Perú) (1966) Lima, 20 p.
- Presencia del Negro en el Virreinato del Perú (Lima, 1971, 48 p.). Ensayo de una conferencia.
- Negros e indios : un estamento social ignorado del Perú colonial (Lima, 1973).
- Perú : monumentos históricos y arqueológicos (1975).
- El vocabulario estético del mochica (1976).
- El símbolo verbal en los mantos de Paracas (1976).
- Escultores españoles en el Virreinato del Perú (1977).
- Lima (1977).

En colaboración con Alberto Márquez Abanto publicó los siguientes textos :
- El azulejo criollo en la arquitectura limeña (1958).

- Nota para una historia del balcón en Lima (1959).

- Retablos limeños en el siglo XVI (1959).
- El histórico puente sobre el río Apurímac (1961).
- El puente de piedra de Lima (1961).
- Historia de la casa urbana virreinal en Lima (1962).
- Perspectiva social y económica del artesano virreinal en Lima (1962).
- El artesano negro en la arquitectura colonial limeña (1963).
- Pinturas y pintores en Lima virreinal (1963).

### Artículos
- "La fortaleza de Chuquimancu : ruinas en el valle de Cañete", in Revista arqueológica del Museo Larco Herrera, n° 2 (1923).
- "El futuro urbano de la ciudad de Lima" (1927).
- "La ciudad filantrópica" (1930).
- "Orientaciones urbanas" (1931).
- "Conceptos del ur
- "Las tres fundaciones de la catedral del Cuzco", in Anales del Instituto de Arte Americano e Investigaciones Estéticas, n° 2, Buenos Aires (1949).
- "Lima Metropolitana" (1956).
- "Fundaciones urbanas en el Perú" (trabajo que le ha valido el Premio de la Raza y la designación de Correspondiente de la Real Academia de Bellas Artes de San Fernando de Madrid, 1959).[2]
- "Piki-Llacta, ciudad de pósitos y bastimentos del imperio incaico" in Revista del Museo e Instituto Arqueológico (1959).
- "Alonso Beltrán, arquitecto y la Iglesia de Santiago Apóstol, en Lima", en Anales del Instituto de Arte Americano e Investigaciones Estéticas, n°13, (Buenos Aires, 1960).
- "Cuestiones ciudadanas" (1961) que comprende dos ensayos sobre "Autoridad y autonomía municipal" y sobre "Las necesidades biológicas y concomitantes culturales en relación con la Ley Orgánica de Municipalidades del Perú de 1892".
- "La obra de Francisco Becerra en las Catedrales de Lima y Cuzco", en Anales del Instituto de Arte Americano e Investigaciones Estéticas, n°14, (Buenos Aires, 1961).
- "Hospitales mayores, en Lima, en el primer siglo de su fundación". 22 p. In Anales del Instituto de Arte Americano e Investigaciones Estéticas, de la Facultad de Arquitectura y Urbanismo de Buenos Aires, n° 16 (Buenos Aires, 1963).